# 髭蟾
髭蟾又称中国角怪、胡子蛙、崇安髭蟾、坑鹅、雷公角怪,是中国南方的一种两栖动物。髭蟾属于无尾目角蟾科拟髭蟾属，是中国的特有物种。
与其他蟾科动物相比，髭蟾的蝌蚪期长，易遭天敌吞食，成活率低，所以髭蟾为世界级的珍稀动物。雄性髭蟾每年发情期时，上颌边缘都会长出8至11枚黑色角质刺，此乃中国角怪的名称由来，也被称为“世界上长有最多胡子的蛙”。

## 髭蟾生理特征
髭蟾成体体长68-90毫米。头宽大于头长，吻圆，吻棱明显，颊部略凹上颌有齿，无犁骨齿；舌宽大；鼓膜不显；上唇边缘及面颊部桔红色。雄蟾咽下有一内声囊；上唇两侧近口角处各有一枚黑色锥状的角刺；个别雄蟾具3～6枚角负刺。雌性髭蟾无此特征，但在相应部位有橘红点。
眼球的虹彩上半边黄绿色、下半边棕紫色；瞳孔纵置，在强光下瞳孔缩小成一纵裂缝；
髭蟾背部皮肤有很多小痣粒，构成细肤棱，交织成网状；腹面及体侧布满浅色小痣。

## 栖息地
栖于海拔800-1000米的林间流溪及其附近的草丛、石块、土洞、耕地等处。存在于中国的四川省的峨眉山、福建省武夷山自然保护区与及贵州省梵净山自然保护区、雷公山自然保护区。江西省、浙江省也曾发现其踪迹。现有模式标本产于福建武夷山挂墩。

## 食物
主食蝗虫、蟋蟀、叩头虫、竹蝗、金龟子、等多种农林害虫。

## 繁殖
平時髭蟾不会輕易露面。 到了求偶時節，夜晚时分方在千米高山的林澗中鳴叫。
每年冬天11月上、中旬繁殖（注：多数两栖动物早已進人冬眠，髭蟾此习性相当奇特）。在山溪内才抱对、产卵，卵灰白色，卵径约3.5毫米，卵群呈团状或圆环状，卵群在水中飄蕩,最后卵粘附于水中石块上，卵群含卵量多为200-500粒。约半个月的产卵期过后则销声匿迹。
受精卵约经一个月孵出蝌蚪，蝌蚪也生活在海拔1000米以上的缓流处或回水荡内，全长可达91毫米，其中头部和身体约长31毫米。蝌蚪背面为深棕色，尾灰棕色，有深色斑，体尾交界处有浅色的“Y”形斑。蝌蚪昼伏夜出，白天隐蔽在石缝内，夜晚以苔藓、藻类为食，蝌蚪需越冬两次，约3年才变态为幼蟾。髭蟾的蝌蚪期长，易遭天敌吞食，成活率低。

## 保护
本种于2023年被收录入《有重要生态、科学、社会价值的陆生野生动物名录》。